# Cantó de Couches
El cantó de Couches és un cantó francès del departament de Saona i Loira, situat al districte d'Autun. Té 14 municipis i el cap és Couches.

## Municipis
- Cheilly-lès-Maranges
- Couches
- Dezize-lès-Maranges
- Dracy-lès-Couches
- Essertenne
- Paris-l'Hôpital
- Perreuil
- Saint-Émiland
- Saint-Jean-de-Trézy
- Saint-Martin-de-Commune
- Saint-Maurice-lès-Couches
- Saint-Pierre-de-Varennes
- Saint-Sernin-du-Plain
- Sampigny-lès-Maranges

## Història
| Data d'elecció                           | Identitat         | Partit                         | Qualitat |
| ---------------------------------------- | ----------------- | ------------------------------ | -------- |
| 1945-1964                                | Henri Maupoil     | Radical                        |          |
| 1964-1994                                | Georges Carthieux | radical, després Divers droite |          |
| 1982-                                    | Bernard Dessendre | UDF, després UMP               |          |
| les dades anteriors no són pas conegudes |                   |                                |          |
|                                          |                   |                                |          |

## Demografia
| A partir de 1990: Població sense dobles comptes |